# Hora Terça

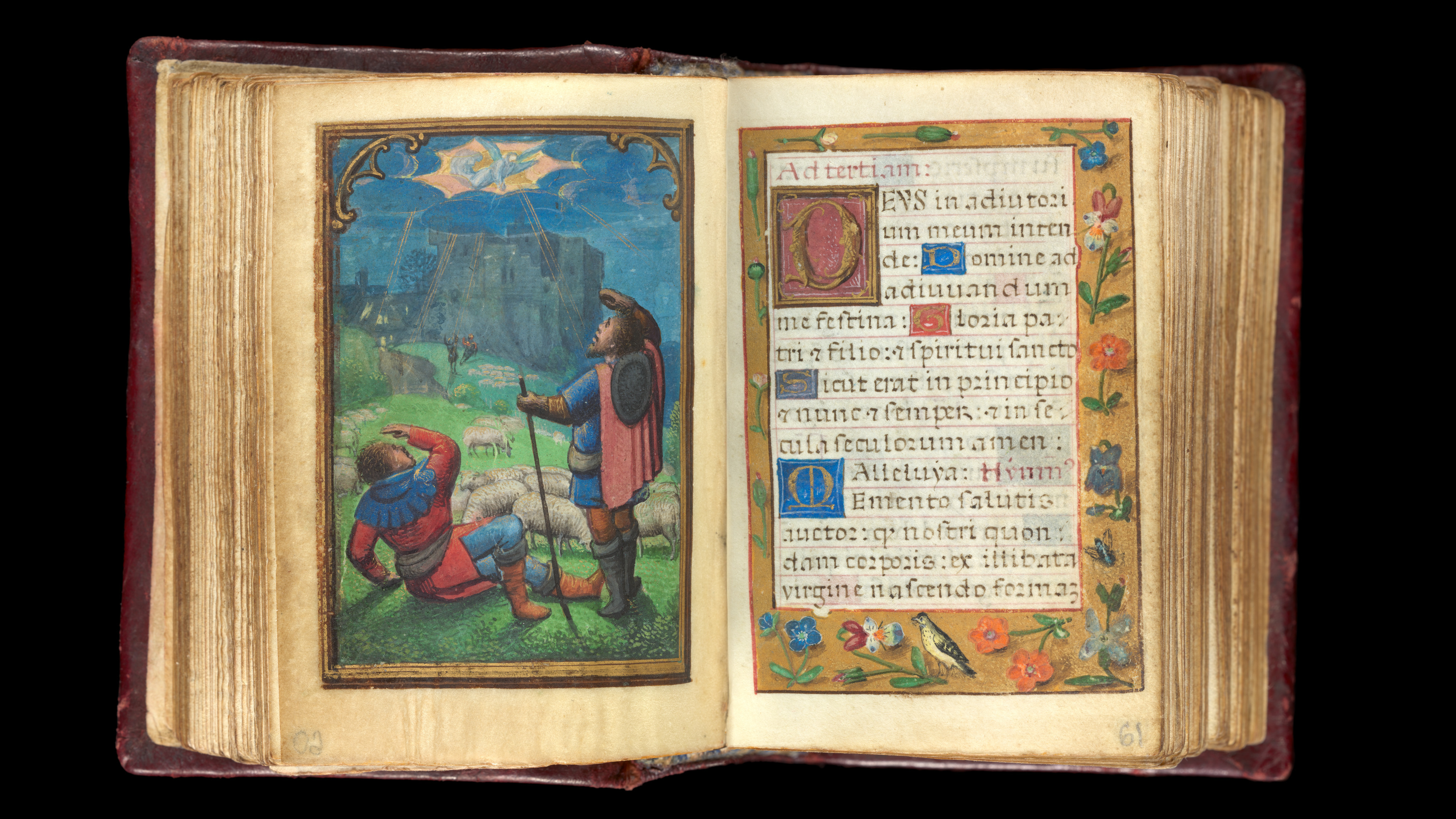
Livro das horas, de Simon Bening.

A Hora Terça, também chamada de Hora Terceira, é uma das horas intermédias da Liturgia das Horas.
Ela é rezada às 09:00 da manhã.
A crucificação de Jesus ocorreu na hora terça.
Ela recebe esse nome por ser rezada na terceira hora de luz do dia, em geral.

## Hino
Versão lusófona de Nunc, Sancte, nobis, Spíritus.
Vinde, Espírito de Deus,
com o Filho e com o Pai,
inundai a nossa mente,
nossa vida iluminai.

Boca, olhos, mãos,sentidos,
tudo possa irradiar
o amor que em nós pusestes
para aos outros inflamar.

A Deus Pai e ao seu Filho
por vós dai-nos conhecer.
Que de ambos procedeis

dai-nos sempre firmes crer.